# Kirmesjohann
Der Kirmesjohann, bzw. Kerbejohann oder Kerwe-Johann ist eine mittlerweile fiktive Figur während des Kirchweih-Festes verbunden mit den jeweiligen Bräuchen im Rahmen der stattfindenden Festtage. Der „Kirmesjohann“, zu dem es einen realen Hintergrund gibt, ist mittlerweile die Symbolfigur für viele Kirchweih-Feste und verkörpert einen beliebten, fröhlichen und humorvollen Mann, der als eine Art Schutzpatron hoch am Kirmesbaum oder im Giebel des Festzeltes – meist als Strohfigur hängend – über die Kirmes wacht und gegen Ende der Festtage für alle Sünden verantwortlich gemacht und verbrannt oder zerrissen wird.

## Reale Herkunft
Gute Hinweise über die Herkunft des „Kirmesjohann“ und den Bezug zu realen Charakteren gibt es in Langwaden (Nordrhein-Westfalen). Demnach hieß er im bürgerlichen Leben „Johann Franzen“ und war Mitte des 19. Jahrhunderts ein überall beliebter Junggeselle, der vielerorts zu Namens- und Festtagen, in Frack und Zylinder gekleidet erschien, kurioserweise immer mit dem gleichen Blumenstrauß in der Hand. In Langwaden steht daher auch heute zur Erinnerung das Kirmesjohann-Denkmal.

## Andere Parallelen
- Im gesamten Taunus bis Frankfurt heißt der „Kirmesjohann“ analog zur dortigen Bezeichnung „Kerb“ natürlich „Kerbejohann“[2][3]
- In Frankfurt-Sossenheim wird der Kirmesjohann jedes Jahr nach einem anderen Ehrenmitglied benannt. Dort hieß er z. B. im Jahr 2015 "Kerbe-Lothar"[4]
- In Köln gibt es im Rheinischen Karneval in Köln den „Nubbel“, in Düsseldorf den Hoppeditz für den, eine Strohpuppe, die einen Sündenbock verkörpert, der in der letzten Karnevalsnacht, an Aschermittwoch verbrannt wird.

## Lied des Kirmesjohann
Das Lied über den Kirmesjohann ist eines der bekannteren Kirchweih-Lieder, das seit dem 20. Jahrhundert von den Kirmesburschen überregional in Hessen und Rheinland-Pfalz gesungen wird. Heute wird es meist im Anschluss an das Kirmesburschenlied als schnelle, wiederkehrende Liedphrase „Wo ist denn der Johann“ in Form einer Kirmes-„Hymne“ gesungen bzw. als Singspiel verwendet.

## Liedtext
Version a.):
Wo ist denn der Johann?
Ist der Johann nicht zuhaus',
ist er auf der Kirmes,
sucht sich eine aus
Version b.):
Wo ist denn der Johann?
Ist der Johann nicht zuhaus'?
Er ist auf der Kirmes,
holt sich einen Rausch